# Body Count : Les braqueurs
Pour les articles homonymes, voir Body Count.
Pour plus de détails, voir Fiche technique et Distribution.
Body Count : Les braqueurs (Body Count) est un film américain réalisé par Robert Patton-Spruill, sorti en 1998.

## Fiche technique
- Titre original : Body Count
- Titre français : Body Count : Les braqueurs
- Réalisation : Robert Patton-Spruill
- Scénario : Theodore Witcher
- Musique : Curt Sobel (en)
- Pays d'origine : États-Unis
- Genre : policier
- Durée : 85 minutes
- Date de sortie : 1998

## Distribution
- David Caruso : Hobbs
- Linda Fiorentino : Natalie
- John Leguizamo : Chino
- Ving Rhames : Pike
- Donnie Wahlberg : Booker
- Forest Whitaker : Crane